# Sinclair C5

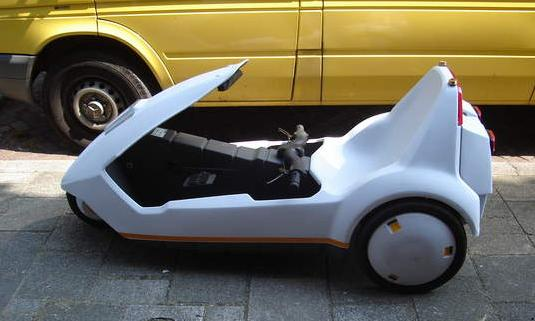
Sinclair C5

C5 är en eldriven moped, som konstruerades av Clive Sinclair och lanserades 1985. Mopeden fick negativ kritik, främst av trafiksäkerhetsskäl. Den ansågs vara alltför låg och vara dåligt synlig, och batterikapacitet och toppfart ansågs vata dåliga. C5 blev en flopp och den planerade C15 kom aldrig i produktion. Sedan dess har C5 fått en viss kultstatus. 